# Puchar Narodów Europy 2012–2014/Dywizja 1
Pierwsza liga Pucharu Narodów Europy podzielona została na dwie dywizje. Do Dywizji 1B awansował najlepszy zespół Dywizji 2A.

## Dywizja 1A
|    | Drużyna    | Mecze | Wygrane | Remisy | Przegrane | Bilans punktów | Różnica | Punkty dodatkowe | Punkty |
| -- | ---------- | ----- | ------- | ------ | --------- | -------------- | ------- | ---------------- | ------ |
| 1. | Gruzja     | 10    | 9       | 1      | 0         | 286:106        | +180    | 3                | 41     |
| 2. | Rumunia    | 10    | 8       | 1      | 1         | 242:106        | +136    | 4                | 38     |
| 3. | Rosja      | 10    | 6       | 0      | 4         | 219:249        | −30     | 4                | 28     |
| 4. | Hiszpania  | 10    | 2       | 2      | 6         | 159:243        | −84     | 3                | 15     |
| 5. | Portugalia | 10    | 2       | 1      | 7         | 145:222        | −77     | 2                | 12     |
| 6. | Belgia     | 10    | 0       | 1      | 9         | 134:259        | −125    | 4                | 6      |

### Sezon pierwszy (2013)
| Tabela sezonu 2013 | Tabela sezonu 2013 | Tabela sezonu 2013 | Tabela sezonu 2013 | Tabela sezonu 2013 | Tabela sezonu 2013 | Tabela sezonu 2013 | Tabela sezonu 2013 | Tabela sezonu 2013 | Tabela sezonu 2013 | Tabela sezonu 2013 |
|                    | Drużyna            | Mecze              | Wygrane            | Remisy             | Przegrane          | Bilans punktów     | Różnica            | Punkty dodatkowe   | Punkty             | Uwagi              |
| ------------------ | ------------------ | ------------------ | ------------------ | ------------------ | ------------------ | ------------------ | ------------------ | ------------------ | ------------------ | ------------------ |
| 1.                 | Gruzja             | 5                  | 4                  | 1                  | 0                  | 135:61             | +74                | 1                  | 19                 | Zdobywca PNE 2013  |
| 2.                 | Rumunia            | 5                  | 4                  | 1                  | 0                  | 114:65             | +49                | 1                  | 19                 |                    |
| 3.                 | Rosja              | 5                  | 3                  | 0                  | 2                  | 110:116            | −6                 | 2                  | 14                 |                    |
| 4.                 | Portugalia         | 5                  | 1                  | 1                  | 3                  | 75:96              | −21                | 1                  | 7                  |                    |
| 5.                 | Belgia             | 5                  | 0                  | 1                  | 4                  | 92:131             | −39                | 3                  | 5                  |                    |
| 6.                 | Hiszpania          | 5                  | 0                  | 2                  | 3                  | 72:129             | −57                | 1                  | 5                  |                    |

| 2 lutego 201314:00 MSK (UTC+3) | Rosja                               | 13:9(7:3) | Hiszpania                      | Stadion Centralny, Soczi Widzów: 300 Sędzia: David Wilkinson |
| 2 lutego 201314:00 MSK (UTC+3) | Klucznikow 8 (pd 2K), Babajew 5 (P) | 13:9(7:3) | Sempere 6 (2dg), Carrión 3 (K) | Stadion Centralny, Soczi Widzów: 300 Sędzia: David Wilkinson |
| 2 lutego 201314:00 MSK (UTC+3) | Cnobiładze                          | 13:9(7:3) |                                | Stadion Centralny, Soczi Widzów: 300 Sędzia: David Wilkinson |

| 2 lutego 201315:00 CET (UTC+1) | Belgia                                | 13:17(10:3) | Gruzja                                                    | Stadion Króla Baudouina I (A2), Bruksela Sędzia: Matteo Liperini |
| 2 lutego 201315:00 CET (UTC+1) | Williams 8 (pd 2K), Miriallakis 5 (P) | 13:17(10:3) | Kwirikaszwili 7 (2pd K), Czilaczawa 5 (P), Gorgodze 5 (P) | Stadion Króla Baudouina I (A2), Bruksela Sędzia: Matteo Liperini |
| 2 lutego 201315:00 CET (UTC+1) | Wende · Jadot                         | 13:17(10:3) | Koleliszwili · Kubriaszwili                               | Stadion Króla Baudouina I (A2), Bruksela Sędzia: Matteo Liperini |

| 2 lutego 201315:30 WET (UTC±0) | Portugalia                  | 13:19(3:9) | Rumunia                           | Estádio Universitário, Lizbona Widzów: 3 000 Sędzia: Neil Hennessy |
| 2 lutego 201315:30 WET (UTC±0) | Leal 8 (pd 2K), Bardy 5 (P) | 13:19(3:9) | Vlaicu 14 (pd 4K), Căpățână 5 (P) | Estádio Universitário, Lizbona Widzów: 3 000 Sędzia: Neil Hennessy |
| 2 lutego 201315:30 WET (UTC±0) | Bardy                       | 13:19(3:9) | Lazăr                             | Estádio Universitário, Lizbona Widzów: 3 000 Sędzia: Neil Hennessy |

| 9 lutego 201315:00 UTC+4 | Gruzja                                                         | 25:12(7:3) | Portugalia   | Stadion Micheila Meschiego, Tbilisi Sędzia: Gia Amirchanaszwili |
| 9 lutego 201315:00 UTC+4 | Zibzibadze 10 (2P), Kwirikaszwili 10 (2pd 2K), Chmaladze 5 (P) | 25:12(7:3) | Leal 12 (4K) | Stadion Micheila Meschiego, Tbilisi Sędzia: Gia Amirchanaszwili |

| 9 lutego 201315:00 EET (UTC+2) | Rumunia                             | 29:14(6:11) | Rosja                              | Stadionul Arcul de Triumf, Bukareszt Widzów: 2 500 Sędzia: Luke Pearce |
| 9 lutego 201315:00 EET (UTC+2) | Vlaicu 24 (P 2pd 5K), Dascalu 5 (P) | 29:14(6:11) | Artiemjew 9 (3K), Makowiecki 5 (P) | Stadionul Arcul de Triumf, Bukareszt Widzów: 2 500 Sędzia: Luke Pearce |
| 9 lutego 201315:00 EET (UTC+2) | Carpo                               | 29:14(6:11) | Garbuzow                           | Stadionul Arcul de Triumf, Bukareszt Widzów: 2 500 Sędzia: Luke Pearce |

| 9 lutego 201315:00 CET (UTC+1) | Belgia                                              | 21:21(13:8) | Hiszpania                                      | Stadion Króla Baudouina I (A2), Bruksela Sędzia: Stéphan Pomarede |
| 9 lutego 201315:00 CET (UTC+1) | Williams 11 (pd 3K), T. Demolder 5 (P), Piron 5 (P) | 21:21(13:8) | Carrión 11 (pd 3K), Carter 5 (P), Tudela 5 (P) | Stadion Króla Baudouina I (A2), Bruksela Sędzia: Stéphan Pomarede |

| 23 lutego 201315:00 MSK (UTC+4) | Rosja                             | 9:23(3:6) | Gruzja                                                            | Stadion Centralny, Soczi Sędzia: Laurent Cardona |
| 23 lutego 201315:00 MSK (UTC+4) | Klucznikow 6 (2K), Sugrobow 3 (K) | 9:23(3:6) | Kwirikaszwili 13 (2pd 3K), Kubriaszwili 5 (P), Koleliszwili 5 (P) | Stadion Centralny, Soczi Sędzia: Laurent Cardona |
| 23 lutego 201315:00 MSK (UTC+4) | Wołkow                            | 9:23(3:6) | Mikautadze                                                        | Stadion Centralny, Soczi Sędzia: Laurent Cardona |

| 23 lutego 201316:00 CET (UTC+1) | Hiszpania                                    | 15:25(3:19) | Rumunia                        | Complejo Deportivo Las Mestas, Gijón Widzów: 3 000 Sędzia: Giuseppe Vivarini |
| 23 lutego 201316:00 CET (UTC+1) | Pardo 5 (P), Sempere 5 (P), Simpson 5 (pd K) | 15:25(3:19) | Vlaicu 20 (pd 6K), Fercu 5 (P) | Complejo Deportivo Las Mestas, Gijón Widzów: 3 000 Sędzia: Giuseppe Vivarini |
| 23 lutego 201316:00 CET (UTC+1) | Macovei                                      | 15:25(3:19) |                                | Complejo Deportivo Las Mestas, Gijón Widzów: 3 000 Sędzia: Giuseppe Vivarini |

| 23 lutego 201315:00 WET (UTC±0) | Portugalia                   | 18:12(8:9) | Belgia           | Estádio Universitário, Lizbona Widzów: 2 310 Sędzia: Vlad Iordachescu |
| 23 lutego 201315:00 WET (UTC±0) | Foro 10 (2P), Leal 8 (pd 2K) | 18:12(8:9) | Williams 12 (4K) | Estádio Universitário, Lizbona Widzów: 2 310 Sędzia: Vlad Iordachescu |
| 23 lutego 201315:00 WET (UTC±0) | Fierro · Verschelden         | 18:12(8:9) |                  | Estádio Universitário, Lizbona Widzów: 2 310 Sędzia: Vlad Iordachescu |

| 9 marca 201315:00 UTC+4 | Gruzja | 61:18(30:6) | Hiszpania                                     | Stadion Micheila Meschiego, Tbilisi Sędzia: Stuart Gaffikin |
| 9 marca 201315:00 UTC+4 | Kwirikaszwili 17 (4pd 3K), Basilaia 10 (2P), Mczelidze 10 (2P), Chmaladze 5 (P), Kakowin 5 (P), Maczchaneli 5 (P), Szarikadze 5 (P), Ciklauri 4 (2pd) | 61:18(30:6) | Simpson 8 (pd 2K), Carter 5 (P), Tudela 5 (P) | Stadion Micheila Meschiego, Tbilisi Sędzia: Stuart Gaffikin |
| 9 marca 201315:00 UTC+4 | Ortiz Crivelli | 61:18(30:6) |                                               | Stadion Micheila Meschiego, Tbilisi Sędzia: Stuart Gaffikin |

| 9 marca 201315:00 CET (UTC+1) | Belgia                             | 14:32(9:15) | Rumunia                                                                            | Stadion Króla Baudouina I (A2), Bruksela Sędzia: Andy Ireland |
| 9 marca 201315:00 CET (UTC+1) | Williams 9 (3K), T. Demolder 5 (P) | 14:32(9:15) | Vlaicu 9 (3pd K), Dimofte 8 (P K), Macovei 5 (P), Rădoi 5 (P), karne przyłożenie 5 | Stadion Króla Baudouina I (A2), Bruksela Sędzia: Andy Ireland |

| 9 marca 201315:00 WET (UTC±0) | Portugalia                                 | 23:31(18:10) | Rosja                                                                                                 | Estádio Sérgio Conceição, Coimbra Sędzia: Jean-Pierre Matheu |
| 9 marca 201315:00 WET (UTC±0) | Leal 9 (3K), Marques 9 (3K), Esteves 5 (P) | 23:31(18:10) | Januszkin 9 (3pd K), Artiemjew 5 (P), Kulemin 5 (P), Ostrouszko 5 (P), Tiemnow 5 (P), Sugrobow 2 (pd) | Estádio Sérgio Conceição, Coimbra Sędzia: Jean-Pierre Matheu |
| 9 marca 201315:00 WET (UTC±0) | Bardy                                      | 23:31(18:10) | Gierasimow · Makowiecki · Wołkow                                                                      | Estádio Sérgio Conceição, Coimbra Sędzia: Jean-Pierre Matheu |

| 16 marca 201315:00 MSK (UTC+4) | Rosja | 43:32(17:13) | Belgia                                                                               | Stadion Centralny, Soczi Sędzia: Claudio Blessano |
| 16 marca 201315:00 MSK (UTC+4) | Tiemnow 10 (2P), Klucznikow 8 (4pd), Cnobiładze 5 (P), Gieriasimow 5 (P), Griesiew 5 (P), Kulemin 5 (P), karne przyłożenie 5 | 43:32(17:13) | Fierro 12 (3pd 2K), Berger 5 (P), Miriallakis 5 (P), Nana 5 (P), karne przyłożenie 5 | Stadion Centralny, Soczi Sędzia: Claudio Blessano |
| 16 marca 201315:00 MSK (UTC+4) | Cnobiładze · Kulemin | 43:32(17:13) | Verschelden                                                                          | Stadion Centralny, Soczi Sędzia: Claudio Blessano |

| 16 marca 201315:00 EET (UTC+2) | Rumunia       | 9:9(6:6) | Gruzja               | Stadionul Arcul de Triumf, Bukareszt Widzów: 4 000 Sędzia: Ian Davies |
| 16 marca 201315:00 EET (UTC+2) | Vlaicu 9 (3K) | 9:9(6:6) | Kwirikaszwili 9 (3K) | Stadionul Arcul de Triumf, Bukareszt Widzów: 4 000 Sędzia: Ian Davies |
| 16 marca 201315:00 EET (UTC+2) | Vlaicu        | 9:9(6:6) | Sutiaszwili          | Stadionul Arcul de Triumf, Bukareszt Widzów: 4 000 Sędzia: Ian Davies |

| 16 marca 201318:00 CET (UTC+1) | Hiszpania                  | 9:9(6:0) | Portugalia                 | Estadio de San Lázaro, Santiago de Compostela Sędzia: Cédric Marchat |
| 16 marca 201318:00 CET (UTC+1) | Simpson 6 (2K), Nava 3 (K) | 9:9(6:0) | Leal 6 (2K), Marques 3 (K) | Estadio de San Lázaro, Santiago de Compostela Sędzia: Cédric Marchat |
| 16 marca 201318:00 CET (UTC+1) | Cook · Lasa Arratibel      | 9:9(6:0) | Beco · Murré               | Estadio de San Lázaro, Santiago de Compostela Sędzia: Cédric Marchat |

### Sezon rewanżowy (2014)
| Tabela sezonu 2014 | Tabela sezonu 2014 | Tabela sezonu 2014 | Tabela sezonu 2014 | Tabela sezonu 2014 | Tabela sezonu 2014 | Tabela sezonu 2014 | Tabela sezonu 2014 | Tabela sezonu 2014 | Tabela sezonu 2014 | Tabela sezonu 2014 |
|                    | Drużyna            | Mecze              | Wygrane            | Remisy             | Przegrane          | Bilans punktów     | Różnica            | Punkty dodatkowe   | Punkty             | Uwagi              |
| ------------------ | ------------------ | ------------------ | ------------------ | ------------------ | ------------------ | ------------------ | ------------------ | ------------------ | ------------------ | ------------------ |
| 1.                 | Gruzja             | 5                  | 5                  | 0                  | 0                  | 151:45             | +106               | 2                  | 22                 | Zdobywca PNE 2014  |
| 2.                 | Rumunia            | 5                  | 4                  | 0                  | 1                  | 128:41             | +87                | 3                  | 19                 |                    |
| 3.                 | Rosja              | 5                  | 3                  | 0                  | 2                  | 109:133            | −24                | 2                  | 14                 |                    |
| 4.                 | Hiszpania          | 5                  | 2                  | 0                  | 4                  | 87:114             | −27                | 2                  | 10                 |                    |
| 5.                 | Portugalia         | 5                  | 1                  | 0                  | 4                  | 70:126             | −56                | 1                  | 5                  |                    |
| 6.                 | Belgia             | 5                  | 0                  | 0                  | 5                  | 42:128             | −86                | 1                  | 1                  |                    |

| 1 lutego 201416:00 EET (UTC+2) | Rumunia                                   | 24:0(16:0) | Portugalia | Cluj Arena, Kluż-Napoka Sędzia: Sean Gallagher |
| 1 lutego 201416:00 EET (UTC+2) | Vlaicu 14 (pd 4K), Gál 5 (P), Rădoi 5 (P) | 24:0(16:0) |            | Cluj Arena, Kluż-Napoka Sędzia: Sean Gallagher |

| 1 lutego 201416:00 CET (UTC+1) | Hiszpania                                                     | 25:28(11:23) | Rosja                                                      | Estadio Nacional Complutense, Madryt Widzów: 3 000 Sędzia: Lloyd Linton |
| 1 lutego 201416:00 CET (UTC+1) | Peluchon 10 (2pd 2K), Cook 5 (P), Feijoo 5 (P), Gibouin 5 (P) | 25:28(11:23) | Kusznariow 18 (P 2pd 3K), Makowiecki 5 (P), Ostrokow 5 (P) | Estadio Nacional Complutense, Madryt Widzów: 3 000 Sędzia: Lloyd Linton |

| 1 lutego 201415:00 UTC+4 | Gruzja                                                                                             | 35:0(25:0) | Belgia | Stadion Awczala, Tbilisi Sędzia: Vlad Iordachescu |
| 1 lutego 201415:00 UTC+4 | Kwirikaszwili 15 (2P pd K), Czchaidze 5 (P), Maczchaneli 5 (P), Mikautadze 5 (P), Szarikadze 5 (P) | 35:0(25:0) |        | Stadion Awczala, Tbilisi Sędzia: Vlad Iordachescu |
| 1 lutego 201415:00 UTC+4 | Mamukaszwili                                                                                       | 35:0(25:0) |        | Stadion Awczala, Tbilisi Sędzia: Vlad Iordachescu |

| 8 lutego 201415:00 WET (UTC±0) | Portugalia   | 9:34(3:17) | Gruzja                                                         | Estádio Universitário, Lizbona Sędzia: Cédric Marchat |
| 8 lutego 201415:00 WET (UTC±0) | Ávila 9 (3K) | 9:34(3:17) | Kwirikaszwili 24 (P 2pd 5K), Kaczarawa 5 (P), Zibzibadze 5 (P) | Estádio Universitário, Lizbona Sędzia: Cédric Marchat |

| 8 lutego 201414:00 MSK (UTC+3) | Rosja                 | 3:34(3:10) | Rumunia                                                                                         | Tuapse Widzów: 250 Sędzia: David Wilkinson |
| 8 lutego 201414:00 MSK (UTC+3) | Kusznariow 3 (K)      | 3:34(3:10) | Vlaicu 12 (3pd 2K), Burcea 5 (P), Dumitru 5 (P), Lucaci 5 (P), Manole 5 (P), Calafeteanu 2 (pd) | Tuapse Widzów: 250 Sędzia: David Wilkinson |
| 8 lutego 201414:00 MSK (UTC+3) | Gierasimow · Ostrikow | 3:34(3:10) |                                                                                                 | Tuapse Widzów: 250 Sędzia: David Wilkinson |

| 8 lutego 201416:00 CET (UTC+1) | Hiszpania                   | 11:6(5:3) | Belgia          | Estadio Nacional Complutense, Madryt Widzów: 2 500 Sędzia: Marius Mitrea |
| 8 lutego 201416:00 CET (UTC+1) | Snee 6 (2K), Negrillo 5 (P) | 11:6(5:3) | Williams 6 (2K) | Estadio Nacional Complutense, Madryt Widzów: 2 500 Sędzia: Marius Mitrea |
| 8 lutego 201416:00 CET (UTC+1) | Negrillo                    | 11:6(5:3) | Verschelden     | Estadio Nacional Complutense, Madryt Widzów: 2 500 Sędzia: Marius Mitrea |

| 22 lutego 201417:00 UTC+4 | Gruzja | 36:10(10:7) | Rosja                               | Stadion Borysa Paiczadze, Tbilisi Widzów: 45 000 Sędzia: Alexandre Ruiz |
| 22 lutego 201417:00 UTC+4 | Kwirikaszwili 11 (4pd K), Gorgodze 5 (P), Koleliszwili 5 (P), Zibzibadze 5 (P), Zirakaszwili 5 (P), karne przyłożenie 5 | 36:10(10:7) | Kusznariow 5 (pd K), Ostrokow 5 (P) | Stadion Borysa Paiczadze, Tbilisi Widzów: 45 000 Sędzia: Alexandre Ruiz |

| 22 lutego 201414:00 EET (UTC+2) | Rumunia                                                                   | 32:6(13:3) | Hiszpania    | Cluj Arena, Kluż-Napoka Widzów: 6 000 Sędzia: James McPhail |
| 22 lutego 201414:00 EET (UTC+2) | Vlaicu 12 (3pd 2K), Calafeteanu 5 (P), Dumitru 5 (P), karne przyłożenie 5 | 32:6(13:3) | Malié 6 (2K) | Cluj Arena, Kluż-Napoka Widzów: 6 000 Sędzia: James McPhail |

| 22 lutego 201415:00 CET (UTC+1) | Belgia          | 6:19(6:9) | Portugalia                            | Stadion Króla Baudouina I (A2), Bruksela Sędzia: Neil Hennessy |
| 22 lutego 201415:00 CET (UTC+1) | Williams 9 (3K) | 6:19(6:9) | Ávila 9 (3K), Murray 5 (P), Uva 5 (P) | Stadion Króla Baudouina I (A2), Bruksela Sędzia: Neil Hennessy |
| 22 lutego 201415:00 CET (UTC+1) | Massimi         | 6:19(6:9) | Almeida · Santosmadera                | Stadion Króla Baudouina I (A2), Bruksela Sędzia: Neil Hennessy |

| 8 marca 201416:00 CET (UTC+1) | Hiszpania                            | 17:24(14:9) | Gruzja                                                      | Estadio Nacional Complutense, Madryt Widzów: 6 000 Sędzia: Neil Hennessy |
| 8 marca 201416:00 CET (UTC+1) | Peluchon 12 (P 2pd K), Sempere 5 (P) | 17:24(14:9) | Kwirikaszwili 14 (pd dg 3K), Nemsadze 5 (P), Gorgodze 5 (P) | Estadio Nacional Complutense, Madryt Widzów: 6 000 Sędzia: Neil Hennessy |
| 8 marca 201416:00 CET (UTC+1) | Pinto                                | 17:24(14:9) |                                                             | Estadio Nacional Complutense, Madryt Widzów: 6 000 Sędzia: Neil Hennessy |

| 8 marca 201415:00 MSK (UTC+3) | Rosja | 34:18(17:13) | Portugalia                            | South Federal Sports Center, Soczi Widzów: 500 Sędzia: Matthew Carley |
| 8 marca 201415:00 MSK (UTC+3) | Kusznariow 7 (2pd K), Cnobiładze 5 (P), Ostrikow 5 (P), Galinowski 5 (P), Ostrouszko 5 (P), Artiemjew 5 (P), Sugrobow 2 (pd) | 34:18(17:13) | Ávila 8 (pd 2K), Foro 5 (P) Uva 5 (P) | South Federal Sports Center, Soczi Widzów: 500 Sędzia: Matthew Carley |
| 8 marca 201415:00 MSK (UTC+3) | Tiemnow · Korszunow | 34:18(17:13) |                                       | South Federal Sports Center, Soczi Widzów: 500 Sędzia: Matthew Carley |

| 8 marca 201414:30 EET (UTC+2) | Rumunia                                                                              | 29:10(14:0) | Belgia                                 | Stadionul Mihail Naca, Konstanca Widzów: 1 000 Sędzia: Claudio Blessano |
| 8 marca 201414:30 EET (UTC+2) | Vlaicu 9 (3pd K), Lucaci 5 (P), Burcea 5 (P), Calafeteanu 5 (P), karne przyłożenie 5 | 29:10(14:0) | Williams 5 (pd K), karne przyłożenie 5 | Stadionul Mihail Naca, Konstanca Widzów: 1 000 Sędzia: Claudio Blessano |
| 8 marca 201414:30 EET (UTC+2) | Nistor · Lemnaru                                                                     | 29:10(14:0) | Miriallakis · Verschelden              | Stadionul Mihail Naca, Konstanca Widzów: 1 000 Sędzia: Claudio Blessano |

| 15 marca 201417:00 UTC+4 | Gruzja                                                          | 22:9(16:9) | Rumunia       | Stadion Micheila Meschiego, Tbilisi Widzów: 25 000 Sędzia: Luke Pearce |
| 15 marca 201417:00 UTC+4 | Kwirikaszwili 14 (pd 4K), Zirakaszwili 5 (P), Malaguradze 3 (K) | 22:9(16:9) | Vlaicu 9 (3K) | Stadion Micheila Meschiego, Tbilisi Widzów: 25 000 Sędzia: Luke Pearce |
| 15 marca 201417:00 UTC+4 | Burcea · Calafeteanu · Gál                                      | 22:9(16:9) |               | Stadion Micheila Meschiego, Tbilisi Widzów: 25 000 Sędzia: Luke Pearce |

| 15 marca 201417:00 WET (UTC±0) | Portugalia                               | 24:28(18:6) | Hiszpania                                                         | Estádio Universitário, Lizbona Sędzia: Laurent Cardona |
| 15 marca 201417:00 WET (UTC±0) | Ávila 16 (2pd 4K), Foro 5 (P), Uva 5 (P) | 24:28(18:6) | Malié 13 (2pd 3K), Carter 5 (P), Genua 5 (P), karne przyłożenie 5 | Estádio Universitário, Lizbona Sędzia: Laurent Cardona |
| 15 marca 201417:00 WET (UTC±0) | da Costa                                 | 24:28(18:6) | Pinto · Sempere                                                   | Estádio Universitário, Lizbona Sędzia: Laurent Cardona |

| 15 marca 201418:00 CET (UTC+1) | Belgia                                          | 20:34(10:10) | Rosja | Stadion Króla Baudouina I (A2), Bruksela Sędzia: Guiseppe Vivarini |
| 15 marca 201418:00 CET (UTC+1) | Williams 10 (2pd dg K), Neill 5 (P), Nana 5 (P) | 20:34(10:10) | Ostrouszko 10 (2P), Sugrobow 7 (P pd), Cnobiładze 5 (P), Makowiecki 5 (P), Artiemjew 5 (P), Chudiakow 2 (pd) | Stadion Króla Baudouina I (A2), Bruksela Sędzia: Guiseppe Vivarini |
| 15 marca 201418:00 CET (UTC+1) | Hendrickx                                       | 20:34(10:10) | | Stadion Króla Baudouina I (A2), Bruksela Sędzia: Guiseppe Vivarini |

## Dywizja 1B
|    | Drużyna  | Mecze | Wygrane | Remisy | Przegrane | Bilans punktów | Różnica | Punkty dodatkowe | Punkty |
| -- | -------- | ----- | ------- | ------ | --------- | -------------- | ------- | ---------------- | ------ |
| 1. | Niemcy   | 10    | 8       | 0      | 2         | 398:180        | +218    | 7                | 39     |
| 2. | Mołdawia | 10    | 7       | 0      | 3         | 267:228        | +39     | 6                | 34     |
| 3. | Ukraina  | 10    | 5       | 0      | 5         | 227:227        | 0       | 4                | 24     |
| 4. | Polska   | 10    | 5       | 0      | 5         | 208:183        | +26     | 2                | 22     |
| 5. | Szwecja  | 10    | 3       | 0      | 7         | 193:307        | −114    | 2                | 14     |
| 6. | Czechy   | 10    | 2       | 0      | 8         | 142:310        | −168    | 3                | 11     |

### Sezon pierwszy (2012/2013)
| 6 października 201214:00 CEST (UTC+2) | Czechy       | 3:29(3:29) | Polska                                            | Stadion Josefa Kohouta, Říčany Widzów: 800 Sędzia: J. P. Mathieu |
| 6 października 201214:00 CEST (UTC+2) | Čížek 3 (dg) | 3:29(3:29) | Chartier 19 (2pd 5K), Beccuau 5 (P), Berthe 5 (P) | Stadion Josefa Kohouta, Říčany Widzów: 800 Sędzia: J. P. Mathieu |
| 6 października 201214:00 CEST (UTC+2) | Indrák       | 3:29(3:29) | Banaszek                                          | Stadion Josefa Kohouta, Říčany Widzów: 800 Sędzia: J. P. Mathieu |

| 20 października 201215:00 CEST (UTC+2) | Szwecja                        | 10:22(3:12) | Ukraina                            | Kristinebergs IP, Sztokholm Widzów: ok. 750 Sędzia: Pedro Murinello |
| 20 października 201215:00 CEST (UTC+2) | Fransson 8 (P K), Eaton 2 (pd) | 10:22(3:12) | Kosariew 17 (pd 5K), Łomakin 5 (P) | Kristinebergs IP, Sztokholm Widzów: ok. 750 Sędzia: Pedro Murinello |
| 20 października 201215:00 CEST (UTC+2) | Cerkowny · Suchych             | 10:22(3:12) |                                    | Kristinebergs IP, Sztokholm Widzów: ok. 750 Sędzia: Pedro Murinello |

| 27 października 201214:30 CEST (UTC+2) | Niemcy                                                                           | 46:28(24:14) | Ukraina                                                               | stadion SC Siemensstadt, Berlin Widzów: 1100 Sędzia: Robert Diaconescu |
| 27 października 201214:30 CEST (UTC+2) | Parkinson 21 (P 5pd 2K), May 10 (2P), Armstrong 5 (P), Simm 5 (P), Wilhelm 5 (P) | 46:28(24:14) | Kosariew 13 (P 4pd), Hrabowski 5 (P), Łytwynenko 5 (P), Suchych 5 (P) | stadion SC Siemensstadt, Berlin Widzów: 1100 Sędzia: Robert Diaconescu |
| 27 października 201214:30 CEST (UTC+2) | Kułakiwski · Nikitin                                                             | 46:28(24:14) |                                                                       | stadion SC Siemensstadt, Berlin Widzów: 1100 Sędzia: Robert Diaconescu |

| 27 października 201215:00 CEST (UTC+2) | Szwecja                                                                                | 54:6(13:3) | Mołdawia         | Kristinebergs IP, Sztokholm Sędzia: Igotz Gallastegi |
| 27 października 201215:00 CEST (UTC+2) | Fransson 19 (5pd 3K), Gowland 15 (3P), Arvidsson 10 (2P), Pierce 5 (P), Sandberg 5 (P) | 54:6(13:3) | Golubenco 6 (2K) | Kristinebergs IP, Sztokholm Sędzia: Igotz Gallastegi |

| 3 listopada 201217:00 CET (UTC+1) | Polska                              | 22:13(7:7) | Niemcy                               | Stadion MOSiR, Gdańsk Widzów: 1500 Sędzia: Wadim Pichowkin |
| 3 listopada 201217:00 CET (UTC+1) | Chartier 17 (pd 5K), Krużycki 5 (P) | 22:13(7:7) | Parkinson 8 (pd 2K), Armstrong 5 (P) | Stadion MOSiR, Gdańsk Widzów: 1500 Sędzia: Wadim Pichowkin |

| 10 listopada 201214:00 CET (UTC+1) | Czechy                                                   | 18:22(15:10) | Szwecja                             | Stadion ragby Císařka, Praga Widzów: 800 Sędzia: Ken Lambrechts |
| 10 listopada 201214:00 CET (UTC+1) | Havel 5 (P), Mára 5 (P), Čížek 5 (pd K), Schneider 3 (K) | 18:22(15:10) | Fransson 13 (P pd 2K), Eaton 9 (3K) | Stadion ragby Císařka, Praga Widzów: 800 Sędzia: Ken Lambrechts |
| 10 listopada 201214:00 CET (UTC+1) | Černý                                                    | 18:22(15:10) |                                     | Stadion ragby Císařka, Praga Widzów: 800 Sędzia: Ken Lambrechts |

| 17 listopada 201213:00 EET (UTC+2) | Ukraina                                                                                        | 42:15(13:9) | Czechy        | Stadion Meteor, Dniepropetrowsk Sędzia: Cristian Răduță |
| 17 listopada 201213:00 EET (UTC+2) | Masiukow 24 (3pd 6K), Czajka 5 (P), Krasnodemski 5 (P), Nowokreszczenow 5 (P), Cerkowny 3 (dg) | 42:15(13:9) | Čížek 15 (5K) | Stadion Meteor, Dniepropetrowsk Sędzia: Cristian Răduță |
| 17 listopada 201213:00 EET (UTC+2) | Nowokreszczenow                                                                                | 42:15(13:9) |               | Stadion Meteor, Dniepropetrowsk Sędzia: Cristian Răduță |

| 17 listopada 201215:00 CET (UTC+1) | Niemcy                                                               | 32:14(19:0) | Mołdawia                                           | Fritz-Grunebaum-Sportpark, Heidelberg Sędzia: Claudio Blessano |
| 17 listopada 201215:00 CET (UTC+1) | Parkinson 12 (3pd 2K), Manawatu 10 (2P), Brenner 5 (P), Tussac 5 (P) | 32:14(19:0) | M. Cobîlaș 5 (P), Romanov 5 (P), Golubenco 4 (2pd) | Fritz-Grunebaum-Sportpark, Heidelberg Sędzia: Claudio Blessano |
| 17 listopada 201215:00 CET (UTC+1) | Güngör                                                               | 32:14(19:0) | Romanov                                            | Fritz-Grunebaum-Sportpark, Heidelberg Sędzia: Claudio Blessano |

| 9 marca 201314:00 CET (UTC+1) | Czechy                        | 8:27(5:10) | Niemcy                                                               | Hřiště Eden, Praga Widzów: 500 Sędzia: Vlad Iordachescu |
| 9 marca 201314:00 CET (UTC+1) | Vokrouhlík 5 (P), Čížek 3 (K) | 8:27(5:10) | Jordaan 10 (2P), Parkinson 7 (2pd K), Armstrong 5 (P), Strauch 5 (P) | Hřiště Eden, Praga Widzów: 500 Sędzia: Vlad Iordachescu |

| 16 marca 201313:00 EET (UTC+2) | Mołdawia                                                                                                | 37:12(10:5) | Czechy                                            | Stadion Dinamo, Kiszyniów Widzów: 2000 Sędzia: Andrea Spadoni |
| 16 marca 201313:00 EET (UTC+2) | Titică 15 (3P), V. Arhip 5 (P), Castraveț 5 (P), Vasilachi 5 (P), Golubenco 2 (pd), karne przyłożenie 5 | 37:12(10:5) | Mich. Jirman 5 (P), Macháček 5 (P), Jursík 2 (pd) | Stadion Dinamo, Kiszyniów Widzów: 2000 Sędzia: Andrea Spadoni |
| 16 marca 201313:00 EET (UTC+2) | V. Arhip                                                                                                | 37:12(10:5) | Šroubek                                           | Stadion Dinamo, Kiszyniów Widzów: 2000 Sędzia: Andrea Spadoni |

| 30 marca 201318:00 CET (UTC+1) | Polska                            | 13:12(3:12) | Ukraina                                              | Narodowy Stadion Rugby, Gdynia Widzów: 3000 Sędzia: Lloyd Linton |
| 30 marca 201318:00 CET (UTC+1) | Chartier 8 (pd 2K), Beccuau 5 (P) | 13:12(3:12) | Hrabowski 5 (P), Krasnodemski 5 (P), Kosariew 2 (pd) | Narodowy Stadion Rugby, Gdynia Widzów: 3000 Sędzia: Lloyd Linton |
| 30 marca 201318:00 CET (UTC+1) | Bobryk · Vaissière                | 13:12(3:12) | Hrabowski · Kosariew · Krasylnyk                     | Narodowy Stadion Rugby, Gdynia Widzów: 3000 Sędzia: Lloyd Linton |

| 6 kwietnia 201314:30 CEST (UTC+2) | Niemcy | 73:17(35:0) | Szwecja                                                      | Wolfgang-Meyer-Sportanlage, Hamburg Widzów: 3500 Sędzia: Pedro Montoya |
| 6 kwietnia 201314:30 CEST (UTC+2) | Parkinson 28 (P 10pd dg), Wilhelm 10 (2P), Brenner 5 (P), Eckert 5 (P), von Grumbkow 5 (P), Hug 5 (P), Manawatu 5 (P), Mohr 5 (P), Strauch 5 (P) | 73:17(35:0) | Gowlan 5 (P), Johansson 5 (P), Pierce 5 (P), Fransson 2 (pd) | Wolfgang-Meyer-Sportanlage, Hamburg Widzów: 3500 Sędzia: Pedro Montoya |
| 6 kwietnia 201314:30 CEST (UTC+2) | Armstrong | 73:17(35:0) |                                                              | Wolfgang-Meyer-Sportanlage, Hamburg Widzów: 3500 Sędzia: Pedro Montoya |

| 7 kwietnia 201316:00 EEST (UTC+3) | Ukraina                                               | 18:38(13:19) | Mołdawia                                                                                         | Stadion Spartak, Odessa Widzów: 4500 Sędzia: Radu Petrescu |
| 7 kwietnia 201316:00 EEST (UTC+3) | Delijerhiew 8 (pd 2K), Marczenko 5 (P), Radczuk 5 (P) | 18:38(13:19) | D. Arhip 10 (2P), Manoli 8 (4pd), An. Baltag 5 (P), Bulgac 5 (P), M. Cobîlaș 5 (P), Titică 5 (P) | Stadion Spartak, Odessa Widzów: 4500 Sędzia: Radu Petrescu |

| 13 kwietnia 201313:00 EEST (UTC+3) | Mołdawia                                                                         | 24:20(12:10) | Polska                                              | Stadion Dinamo, Kiszyniów Sędzia: Cyril Lafond |
| 13 kwietnia 201313:00 EEST (UTC+3) | D. Arhip 5 (P), Chirilă 5 (P), M. Cobîlaș 5 (P), Prepeliță 5 (P), Manoli 4 (2pd) | 24:20(12:10) | Chartier 10 (2pd 2K), Beccuau 5 (P), Hotowski 5 (P) | Stadion Dinamo, Kiszyniów Sędzia: Cyril Lafond |
| 13 kwietnia 201313:00 EEST (UTC+3) | Gabunia · Ławski                                                                 | 24:20(12:10) |                                                     | Stadion Dinamo, Kiszyniów Sędzia: Cyril Lafond |

| 1 czerwca 201315:00 CEST (UTC+2) | Szwecja               | 19:11(16:6) | Polska                        | Korsängens IP, Enköping Widzów: 600 Sędzia: Afonso Nogueira |
| 1 czerwca 201315:00 CEST (UTC+2) | Fransson 19 (P pd 4K) | 19:11(16:6) | Banaszek 6 (2K), Płonka 5 (P) | Korsängens IP, Enköping Widzów: 600 Sędzia: Afonso Nogueira |
| 1 czerwca 201315:00 CEST (UTC+2) | Legge                 | 19:11(16:6) | Hebda · Szostek               | Korsängens IP, Enköping Widzów: 600 Sędzia: Afonso Nogueira |

### Sezon rewanżowy (2013/2014)
| 7 września 201315:00 CEST (UTC+2) | Polska                                                                           | 30:9(17:6) | Szwecja         | Stadion Polonii, Warszawa Widzów: 4000 Sędzia: Maxime Burlet |
| 7 września 201315:00 CEST (UTC+2) | Banaszek 13 (2pd 3K), Perzak 5 (P), Rokicki 5 (P), Szostek 5 (P), Stępień 2 (pd) | 30:9(17:6) | Fransson 9 (3K) | Stadion Polonii, Warszawa Widzów: 4000 Sędzia: Maxime Burlet |
| 7 września 201315:00 CEST (UTC+2) | Bobryk · Płonka                                                                  | 30:9(17:6) |                 | Stadion Polonii, Warszawa Widzów: 4000 Sędzia: Maxime Burlet |

| 12 października 201320:00 CEST (UTC+2) | Polska                                                          | 30:10(12:3) | Czechy                      | Stadion Polonii, Warszawa Widzów: 4500 Sędzia: Frank Himmer |
| 12 października 201320:00 CEST (UTC+2) | Banaszek 17 (pd 5K), Krużycki 5 (P), Pawelec 5 (P), Gasik 3 (K) | 30:10(12:3) | Čížek 5 (pd K), Voves 5 (P) | Stadion Polonii, Warszawa Widzów: 4500 Sędzia: Frank Himmer |
| 12 października 201320:00 CEST (UTC+2) | Banaszek · Perzak                                               | 30:10(12:3) |                             | Stadion Polonii, Warszawa Widzów: 4500 Sędzia: Frank Himmer |

| 19 października 201315:00 CEST (UTC+2) | Szwecja                        | 11:17(3:0) | Czechy                                       | Korsängens IP, Enköping Widzów: 478 Sędzia: Aleksiej Bryzgalin |
| 19 października 201315:00 CEST (UTC+2) | Fransson 6 (2K), Gowland 5 (P) | 11:17(3:0) | Vokrouhlík 5 (pd K), Kolář 5 (P), Mára 5 (P) | Korsängens IP, Enköping Widzów: 478 Sędzia: Aleksiej Bryzgalin |

| 26 października 201314:00 | Ukraina                                            | 16:28(6:15) | Niemcy                                                  | Charków Sędzia: Vlad Iordachescu |
| 26 października 201314:00 | Tiurikow 6 (2K), Cerkowny 5 (P), Ponomarenko 5 (P) | 16:28(6:15) | Parkinson 13 (2pd 3K), Sztyndera 10 (2P), Jordaan 5 (P) | Charków Sędzia: Vlad Iordachescu |

| 2 listopada 201313:00 | Ukraina                                                                  | 35:11(28:6) | Szwecja                    | Kijów Sędzia: Radu Petrescu |
| 2 listopada 201313:00 | Kosariew 20 (2P 5pd), Krasylnyk 5 (P), Masiukow 5 (P) Ołeksandriuk 5 (P) | 35:11(28:6) | Ståhle 6 (2K), Daish 5 (P) | Kijów Sędzia: Radu Petrescu |
| 2 listopada 201313:00 | Cerkowny · Ołeksandriuk                                                  | 35:11(28:6) | Daish                      | Kijów Sędzia: Radu Petrescu |

| 9 listopada 2013 | Niemcy                                                                                         | 43:13(24:6) | Polska                          | Sportforum, Berlin Sędzia: Cammy Rudkin |
| 9 listopada 2013 | Parkinson 13 (P 4pd), Widiker 10 (2P), Jordaan 5 (P), May 5 (P), Nostadt 5 (P), Szczesny 5 (P) | 43:13(24:6) | Banaszek 8 (pd 2K), Gasik 5 (P) | Sportforum, Berlin Sędzia: Cammy Rudkin |

| 9 listopada 2013 | Mołdawia                                                                                                  | 50:20(19:15) | Szwecja                                                             | Stadion Dinamo, Kiszyniów Widzów: 1000 Sędzia: Andrea Spadoni |
| 9 listopada 2013 | Prepeliță 15 (3P), M. Cobîlaș 10 (2P), Felston 10 (5pd), Al. Baltag 5 (P), Caburgan 5 (P), Gargalîc 5 (P) | 50:20(19:15) | Darbyshire 5 (P), Fransson 5 (pd K), Lindqvist 5 (P), Ornberg 5 (P) | Stadion Dinamo, Kiszyniów Widzów: 1000 Sędzia: Andrea Spadoni |
| 9 listopada 2013 | Darbyshire · Enstad · Lindqvist                                                                           | 50:20(19:15) |                                                                     | Stadion Dinamo, Kiszyniów Widzów: 1000 Sędzia: Andrea Spadoni |

| 16 listopada 201312:00 EET (UTC+2) | Mołdawia                                                                             | 30:15(11:7) | Niemcy                                | Stadion Dinamo, Kiszyniów Sędzia: Éric Soulan |
| 16 listopada 201312:00 EET (UTC+2) | Felston 10 (2pd 2K), Castraveț 5 (P), Prepeliță 5 (P), Titică 5 (P), Vasilachi 5 (P) | 30:15(11:7) | Parkinson 10 (P pd K), Szczesny 5 (P) | Stadion Dinamo, Kiszyniów Sędzia: Éric Soulan |
| 16 listopada 201312:00 EET (UTC+2) | Bender                                                                               | 30:15(11:7) |                                       | Stadion Dinamo, Kiszyniów Sędzia: Éric Soulan |

| 16 listopada 2013 | Czechy                                           | 10:17(3:12) | Ukraina                                                   | Zlin Widzów: 600 Sędzia: Iñigo Atorrasagasti |
| 16 listopada 2013 | Mil. Jirman 5 (P), Čížek 3 (K), Schneider 2 (pd) | 10:17(3:12) | Kosariew 7 (P pd), Krasnodemski 5 (P), Ołeksandriuk 5 (P) | Zlin Widzów: 600 Sędzia: Iñigo Atorrasagasti |
| 16 listopada 2013 | Jursík                                           | 10:17(3:12) | Czajka · Hułenko · Marczenko                              | Zlin Widzów: 600 Sędzia: Iñigo Atorrasagasti |

| 5 kwietnia 201414:00 CEST (UTC+2) | Polska                                        | 12:21(12:7) | Mołdawia                                                              | Stadion ROSRRiT, Siedlce Widzów: 3000 Sędzia: Aleksiej Bryzgalin |
| 5 kwietnia 201414:00 CEST (UTC+2) | Bartoszek 5 (P), Gasik 5 (P), Banaszek 2 (pd) | 12:21(12:7) | Gargalîc 5 (P), Prepeliță 5 (P), Felston 6 (3pd), karne przyłożenie 5 | Stadion ROSRRiT, Siedlce Widzów: 3000 Sędzia: Aleksiej Bryzgalin |
| 5 kwietnia 201414:00 CEST (UTC+2) | M. Cobîlaș                                    | 12:21(12:7) |                                                                       | Stadion ROSRRiT, Siedlce Widzów: 3000 Sędzia: Aleksiej Bryzgalin |

| 5 kwietnia 201415:00 CEST (UTC+2) | Niemcy | 76:12(26:12) | Czechy                                    | Fritz-Grunebaum-Sportpark, Heidelberg Widzów: 1500 Sędzia: Radu Petrescu |
| 5 kwietnia 201415:00 CEST (UTC+2) | Parkinson 16 (8pd), Vollenkemper 15 (3P), Biniak 10 (2P), Hittel 10 (2P), Liebig 10 (2P), Buckman 5 (P), Strauch 5 (P), Sztyndera 5 (P) | 76:12(26:12) | Havlíček 5 (P), Voves 5 (P), Čížek 2 (pd) | Fritz-Grunebaum-Sportpark, Heidelberg Widzów: 1500 Sędzia: Radu Petrescu |
| 5 kwietnia 201415:00 CEST (UTC+2) | Sulamanidze | 76:12(26:12) |                                           | Fritz-Grunebaum-Sportpark, Heidelberg Widzów: 1500 Sędzia: Radu Petrescu |

| 12 kwietnia 201416:00 EEST (UTC+3) | Mołdawia                                           | 28:8(14:5) | Ukraina                         | Stadion Dinamo, Kiszyniów Sędzia: Ken Lambrechts |
| 12 kwietnia 201416:00 EEST (UTC+3) | Prepeliță 10 (2P), Titică 10 (2P), Felston 8 (4pd) | 28:8(14:5) | Czajka 5 (P), Delijerhiew 3 (K) | Stadion Dinamo, Kiszyniów Sędzia: Ken Lambrechts |

| 26 kwietnia 201414:00 EEST (UTC+3) | Ukraina | 29:28(15:6) | Polska                                                              | Stadion Junist’, Lwów Widzów: 3000 Sędzia: Maxime Chalon |
| 26 kwietnia 201414:00 EEST (UTC+3) | Delijerhiew 7 (2pd K), Hułenko 5 (P), Krasnodemski 5 (P), Nowokreszczenow 5 (P), Polanski 5 (P), Wojtow 2 (pd) | 29:28(15:6) | Gasik 12 (P 2pd K), Janeczko 6 (2K), Bartoszek 5 (P), Szostek 5 (P) | Stadion Junist’, Lwów Widzów: 3000 Sędzia: Maxime Chalon |
| 26 kwietnia 201414:00 EEST (UTC+3) | Capenko · Harkawy · Masiukow                                                                                   | 29:28(15:6) |                                                                     | Stadion Junist’, Lwów Widzów: 3000 Sędzia: Maxime Chalon |

| 26 kwietnia 201414:00 CEST (UTC+2) | Czechy                                                                                           | 37:19(15:0) | Mołdawia                                                                    | Hřiště Eden, Praga Widzów: 800 Sędzia: Graeme Wells |
| 26 kwietnia 201414:00 CEST (UTC+2) | Stejskal 10 (2P), Jursík 7 (2pd K), Havel 5 (P), Mil. Jirman 5 (P), Pailodze 5 (P), Rohlík 5 (P) | 37:19(15:0) | Gargalîc 5 (P), Orgheanu 5 (P), Titică 5 (P), Felston 2 (pd), Manoli 2 (pd) | Hřiště Eden, Praga Widzów: 800 Sędzia: Graeme Wells |
| 26 kwietnia 201414:00 CEST (UTC+2) | Romanov                                                                                          | 37:19(15:0) |                                                                             | Hřiště Eden, Praga Widzów: 800 Sędzia: Graeme Wells |

| 26 kwietnia 201415:00 CEST (UTC+2) | Szwecja                                | 20:45(7:12) | Niemcy | Korsängens IP, Enköping Sędzia: Iñigo Atorrasagasti |
| 26 kwietnia 201415:00 CEST (UTC+2) | Johansson 15 (P 2pd 2K), Gowland 5 (P) | 20:45(7:12) | Parkinson 10 (5pd), Armstrong 5 (P), Füchsel 5 (P), Läpple 5 (P), Liebig 5 (P), Melck 5 (P), Strauch 5 (P), Vollenkemper 5 (P) | Korsängens IP, Enköping Sędzia: Iñigo Atorrasagasti |
| 26 kwietnia 201415:00 CEST (UTC+2) | Melck                                  | 20:45(7:12) | | Korsängens IP, Enköping Sędzia: Iñigo Atorrasagasti |